# St James’ Church (Cooling)
Koordinaten: 51° 27′ 19,1″ N, 0° 31′ 35″ O

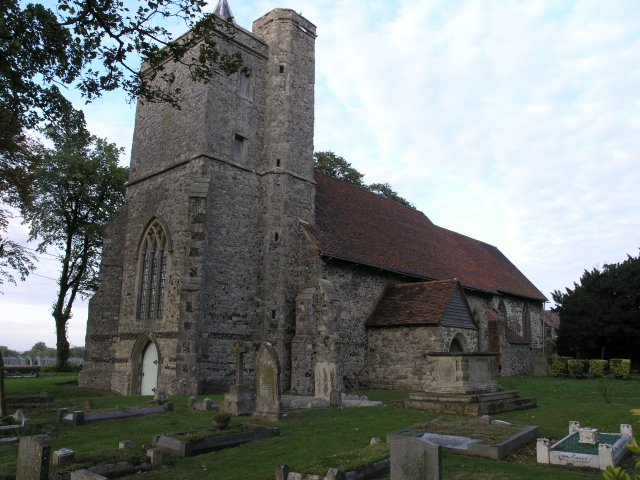
St James’ Church, Cooling, von Südwesten

St James’ Church ist ein redundantes anglikanisches Kirchengebäude im Dorf Cooling, Kent in England. Das Bauwerk wurde von English Heritage im Grade I eingestuft und am 21. November 1966 auf die Statutory List of Buildings of Special Architectural or Historic Interest gesetzt. Es befindet sich in der Obhut des Churches Conservation Trust. Das Kirchengebäude steht auf der Halbinsel Hoo, etwa 10 Kilometer nördlich von Rochester. Zwischen der Stätte des Bauwerkes und dem Ufer der Themse weiter nördlich befindet sich nur Marschland.

## Geschichte
Das Kirchengebäude wurde im 13. Jahrhundert begonnen, die Fertigstellung erfolgte im folgenden Jahrhundert. Der obere Teil des Turmes wurde später hinzugefügt und um 1400 vollendet. Im 19. Jahrhundert wurde das Bauwerk erneuert, eine Sakristei angebaut und das Seitenschiff neuerrichtet. Es wurde am 31. Mai 1978 redundant erklärt und an den Churches Conservation Trust übertragen. Die Kirche ist für Besucher täglich zur Besichtigung geöffnet.
2005 heiratete in dieser Kirche der Musiker Jools Holland die Bildhauerin Christabel McEwan.

## Architektur
St James’ ist aus verschiedenen Steinsorten gebaut, darunter Kieselsandstein, Feuerstein und Kreide, wobei einige Ausbesserung in Sandstein ausgeführt sind. Die Dächer sind ziegelgedeckt. Der Grundriss besteht aus dem Langhaus mit einem Seitenschiff an der Südseite, dem Altarraum mit der nach Süden gelegenen Sakristei und dem Kirchturm an der Westseite. Die Fenster im Kirchenschiff stammen aus dem frühen 14. Jahrhundert, die im Altarraum wurden im 15. Jahrhundert entstanden im 15. Jahrhundert.
Der Torgang an der Nordseite ist blockiert, doch die fünf Jahrhunderte alte Holztüre ist noch vorhanden und ist in ihren Angeln noch drehbar. Im Altarraum sind dreifache Sedilien und doppelte Piscinien vorhanden. Das Taufbecken stammt aus dem 13. Jahrhundert und besteht aus einer quadratischen Schüssel, die von fünf Säulen getragen wird. Die Kanzel entstand im 18. Jahrhundert. Am westlichen Ende der Kirche befinden sich sechs Bänke, die wahrscheinlich aus dem 14. Jahrhundert erhalten sind; die weiteren Kirchenbänke wurden 1869 ausgetauscht. In den Fußboden des Langhauses sind vier Grabplatten eingelassen, von denen eine aus dem Jahr 1611 datiert. Eine weitere gedenkt Feyth Brook, die 1508 verstarb und die Frau von Thomas Brook, Lord Cobham war und in Cooling Castle lebte. Das Innere der Sakristei ist vollständig ausgekleidet mit Herzmuscheln, dem Sinnbild von Jakobus dem Älteren. Das Buntglas im Ostfenster wurde 1897 von Clayton and Bell gefertigt; es zeigt die Himmelfahrt. Das Glockengeläut besteht aus drei Glocken, die alle aus dem 17. Jahrhundert stammen, doch nicht mehr geläutet werden können. Die Kirchenorgel mit einem Register wurde wahrscheinlich um 1880 von A. Kirkland hergestellt.

## Kirchhof
Im Kirchhof befindet sich eine Grabtruhe aus dem frühen oder mittleren Abschnitt des 18. Jahrhunderts, das als Bauwerk im Grade II eingestuft ist. Der Kirchhof inspirierte Charles Dickens zum Eröffnungskapitel seines Buches Große Erwartungen, in dem Pip, der Protagonist der Geschichte, den Verurteilten Magwitch trifft. Ebenfalls im Kirchhof liegt eine Reihe von 13 Grabsteinen an Kindergräbern, die jeweils eine Länge von etwa 45 cm haben; diese Gräber sind als „Pip’s Graves“ bekannt.